# Itamuton rufitibia
Itamuton rufitibia là một loài tò vò trong họ Ichneumonidae.